# A Fever You Can't Sweat Out
A Fever You Can't Sweat Out is het debuutalbum van Panic! at the Disco. Het werd op 27 september 2005 uitgebracht.
Het album kent een tweedeling: de eerste zeven nummers bevatten elektronische instrumenten, zoals synthesizers en drummachines, en vanaf nummer 9 zijn de nummers begeleid door akoestische instrumenten, zoals accordeons en de piano. Track 8 bevat beide typen begeleiding, beginnend met een techno-style dance beats met daarna piano.
De eerste single van het album dat in Nederland werd uitgebracht, "I Write Sins Not Tragedies" werd een hit en werd veel op de radio en tv gedraaid. De tweede single van de band, "But It's Better If You Do", werd tot superclip gemaakt door TMF, maar deed het minder dan de eerste single. 

## Tracklist
1. Introduction
2. The Only Difference Between Martyrdom and Suicide Is Press Coverage
3. London Beckoned Songs About Money Written by Machines
4. Nails for Breakfast, Tacks for Snacks
5. Camisado
6. Time to Dance
7. Lying Is the Most Fun a Girl Can Have Without Taking Her Clothes Off
8. Intermission
9. But It's Better If You Do
10. I Write Sins Not Tragedies
11. I Constantly Thank God for Esteban
12. There's a Good Reason These Tables Are Numbered Honey, You Just Haven't Thought of It Yet
13. Build God, Then We'll Talk

## Singles
| Single met eventuele hitnotering(en) in de Nederlandse Top 40        | Datum van verschijnen | Datum van binnenkomst | Hoogste positie | Aantal weken | Opmerkingen |
| -------------------------------------------------------------------- | --------------------- | --------------------- | --------------- | ------------ | ----------- |
| I Write Sins Not Tragedies                                           | 2006                  | 29                    |                 |              |             |
| But It's Better If You Do                                            | 2006                  | 32                    |                 |              |             |
| Lying Is The Most Fun A Girl Can Have Without Taking Her Clothes Off | 2006                  | -                     |                 |              |             |
| Build God, Then we'll Talk                                           | 2007                  | -                     |                 |              |             |

## Prijzen
| Winnaar                      | Categorie                  | Award                  | Jaar |
| ---------------------------- | -------------------------- | ---------------------- | ---- |
| "I Write Sins Not Tragedies" | Video of the Year          | MTV Video Music Awards | 2006 |
| "I Write Sins Not Tragedies" | Beste Video Internationaal | TMF Awards             | 2006 |